# A Certain Trigger
A Certain Trigger - debiutancki album brytyjskiego zespołu Maxïmo Park wydany 16 maja 2005 roku przez wytwórnię Warp Records. Album został nominowany do nagrody Mercury Prize za najlepszy album 2005 roku.

## Lista utworów
Piosenki zostały napisane i skomponowane przez Duncana Lloyda oraz Paula Smitha z wyjątkiem tych odznaczonych w nawiasie
1. "Signal and Sign" 2:25
2. "Apply Some Pressure" 3:19
3. "Graffiti" 3:05
4. "Postcard of a Painting" 2:14
5. "Going Missing" 3:41
6. "I Want You to Stay" (Lukas Wooller, Smith) 3:44
7. "Limassol" (Archis Tiku, Smith) 3:42
8. "The Coast Is Always Changing" 3:19
9. "The Night I Lost My Head" (Smith) 1:51
10. "Once, a Glimpse" 3:03
11. "Now I'm All Over the Shop" 2:23
12. "Acrobat" (Wooller, Smith) 4:42
13. "Kiss You Better" (Smith) 2:05